# São João da Pinha (diaconia)
São João da Pinha (em latim, Sancti Ioannis a Pinea) é uma diaconia instituída em 25 de maio de 1985, pelo Papa João Paulo II. Sua igreja titular é San Giovanni della Pigna.

## Titulares protetores
- Francis Arinze (1985 - 1996); título pro hac vice (1996 - 2005)
- Raffaele Farina (2007 - 2018); título pro hac vice (2018 - )